# فريدي دوغلاس
فريدي دوغلاس (بالإنجليزية: Freddie Douglas)‏ هو لاعب كرة قدم أمريكية أمريكي، ولد في 28 مارس 1954 في ماكغيهي في الولايات المتحدة.

## وصلات خارجية
- فريدي دوغلاس على موقع مرجع كرة القدم المحترفة.كوم (الإنجليزية)